# 고둥

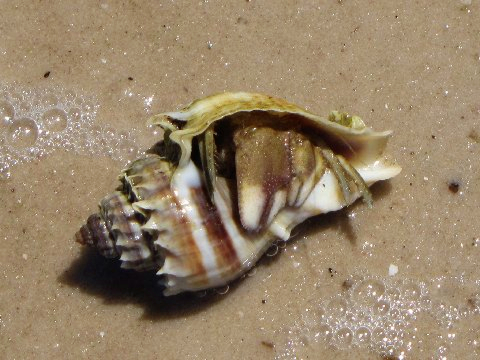

고둥은 복족강의 연체동물이다. 강원, 경기, 경상, 전남, 충남 등지에서는 고동이라고 한다. 나선모양으로 된 껍데기를 가지는 동물을 총칭한다.

## 구조
몸은 좌우 비대칭이며 머리·발·내장 세 부분으로 나뉜다. 석회질 성분의 원뿔 모양을 한 껍데기는 하나만 있다. 껍데기의 입구(각구)는 닫혀 있는 것이 많다. 껍데기는 나선형으로 감겨 있으며 여러 층으로 이루어져 있고, 진화한 종일수록 수관취가 길게 나 있다. 머리에는 촉각과 눈이 있고 수컷은 가지지 않는다. 

## 특징
대부분 암수한몸이며 체외수정을 하지만 드물게 체내수정을 하는 것도 있다. 고둥은 난생 또는 난태생을 하며, 유생을 낳는 것도 있다. 식용, 장식용으로 쓰이고 옛날에는 화폐로 쓰인 종도 있으며 지금도 조가비를 수집하는 애호가들이 있다.

## 같이 보기
- 조가비